# Follow the money
Follow the money (traduzido para português como "Siga o dinheiro") é um bordão em língua inglesa popularizado pelo  docudrama All the President's Men (1976). A expressão sugere que, num esquema de corrupção, o dinheiro deixa rastros que muitas vezes levam até os altos escalões do poder.
No filme, o roteirista William Goldman atribui a frase a Deep Throat, o informante que revelou o escândalo de Watergate. A frase, no entanto, não aparece no livro homônimo, escrito pelos jornalistas Bob Woodward e Carl Bernstein, publicado em 1974. A expressão tampouco aparece na documentação do caso.
Em 1974, a frase já havia sido dita por Henry Peterson, durante seu depoimento diante da Comissão de Justiça do Senado dos Estados Unidos, sobre a nomeação de Earl J. Silbert para procurador federal. Também aparece no livro Crime in Britain Today, de Clive Borrell e Brian Cashinella, publicado em 1975: "O senhor Crane costuma dar o seguinte conselho a todos os novos funcionários do departamento de fraudes: 'Sempre siga o dinheiro. Inevitavelmente, ele vai levar a uma porta com painéis de carvalho, e atrás dela estará Mr. Big.' É uma dica que valeu muito em dezenas de casos."
Desde os anos 1970, a frase tem sido usada no jornalismo investigativo e no debate político.  Follow the Money é também o título de uma série televisiva da CBS.